# Johann Martin Starck
Johann Martin Starck (auch Stark) (* 13. Januar 1776 in Frankfurt am Main; † 26. September 1854 ebenda) war ein deutscher Jurist und Abgeordneter.

## Leben
Starck war der Sohn des Advokaten in Frankfurt am Main Dr. jur. Johann Martin Starck (1727–1796) und dessen Ehefrau Maria Magdalena geborene Schlosser (1736–1830). Er war evangelisch-reformiert Konfession. Ferdinand Maximilian Starck war sein Bruder, Johann Friedrich Starck sein Großvater.
Starck studierte Rechtswissenschaft und wurde zum Dr. jur. promoviert. Er lebte als Advokat in Frankfurt am Main.
Er war von 1800 bis 1810 Mitglied des Ausschusses Löblicher Bürgerschaft von 51 Personen (51er Kolleg) und leistete ab 1802 praktische Arbeit in der Armenpflege. Ab 1803 war er Adjunkt des Konsulenten der Börsenvorsteherschaft Dr. Huth und ab 1806 dessen Nachfolger von 
1808 bis 1810 Konsulent der Handelskammer. Ab dem 24. April 1810 war er wieder (als Nachfolger von Dr. Huth) Konsulent 51er Kolleg.
Politisch war er von 1810 bis 1813 Mitglied des Departements-Wahlkollegiums des Departements Frankfurt. Vom 11. Oktober 1810 bis zum 28. Oktober 1813 war er Mitglied der Ständeversammlung des Großherzogtums Frankfurt für das Departement Frankfurt und den Stand der Gelehrten, Künstler und verdienten Bürger.
Ab 1810 war er Mitglied des Almosenkastenamts und dort ab 1813 Senior. Von 1813 an arbeitete er auch als Provisorischer Konsulent des Frankfurter Frauenvereins und von 1816 bis 1854 war er Administrator der Philipp Heinrich Fleck'schen Stiftung für private Fürsorge. Bei der Neukonstituierung der Ständigen Bürgerrepräsentation (früher 51er Kolleg) am 25. August 1816 wurde er zu dessen Konsulenten gewählt und blieb bis 1852 in dieser Funktion. 1817/1818 wirkte er als Senior der Anstalt für Epileptische und ab 1819 als Mitkommissar der an die Stelle der Allgemeinen Armenkommission tretenden Spendensektion des Allgemeinen Almosenkastens.